# Groupe de veille sur la Tunisie
Le Groupe de veille sur la Tunisie (Tunisia Monitoring Group ou TMG) est une coalition de 21 organisations défendant la liberté d'expression et membres de l'International Freedom of Expression Exchange (IFEX), un réseau mondial d'organisations non gouvernementales qui promeut et défend la liberté d'expression et la liberté de la presse.
Durant son activité, le TMG surveille les violations de la liberté d'expression en Tunisie et travaille à les mettre en lumière au niveau international. Avant et pendant le Sommet mondial sur la société de l'information, organisé par le pays en novembre 2005, il attire l'attention du public sur le non-respect par le pays hôte des standards en matière de droits de l'homme.
Sous la présidence de Zine el-Abidine Ben Ali, durant la révolution de 2011 et dans les mois qui suivent, le président, porte-parole et agent de financement du groupe est l'écrivain Rohan Jayasekera (en), devenu par la suite éditeur associé de Index on Censorship. Il est remplacé en 2012 par Virginie Jouan de l'Association mondiale des journaux, qui reste en poste jusqu'à ce que l'IFEX dissolve le groupe à la fin de cette année.

## Organisations membres
- ARTICLE 19 ;
- Association mondiale des journaux ;
- Association mondiale des radiodiffuseurs communautaires ;
- Cartoonists Rights Network International ;
- Centre bahreïni pour les droits de l'homme (en) ;
- Comité mondial pour la liberté de la presse (en) ;
- Fédération internationale des associations et institutions de bibliothèques (IFLA) ;
- Fédération internationale des journalistes ;
- Freedom House ;
- Index on Censorship ;
- Institut des médias d'Afrique australe (en) ;
- Institut du Caire pour l'étude des droits de l'homme ;
- Maharat Foundation ;
- PEN International ;
- International Press Institute ;
- Journaliste en danger (en) ;
- Journalistes canadiens pour la liberté d'expression (en) ;
- Norsk PEN (no) ;
- Organisation égyptienne des droits de l'homme ;
- Réseau arabe d'information sur les droits de l'homme (en) ;
- Union internationale des éditeurs.

## Missions d'étude et de recherche de faits

### Janvier 2005
Du 14 au 19 janvier 2005, six membres du TMG mènent une mission d'étude et de collecte de faits en Tunisie, où ils rencontrent des écrivains, éditeurs, rédacteurs, journalistes, défenseurs des droits de l'homme, chercheurs ou universitaires ainsi que des représentants officiels du gouvernement et des organisations soutenues par le gouvernement.
Le rapport intitulé Tunisie : Liberté d'expression assiégée documente l'usage étendu de la censure dans le pays, y compris :
- l'emprisonnement d'individus lié à l'expression de leurs opinions ou à leurs activités médiatiques ;
- le blocage de sites web, y compris les sites d'actualité et d'information, et la surveillance policière constante des emails et cybercafés ;
- le blocage de la distribution des livres et publications ;
- les restrictions à la liberté d'expression, y compris le droit des organisations à être légalement établies et à tenir réunion ;
- les restrictions à la liberté de mouvement des défenseurs des droits de l'homme et dissidents politiques, combinées avec la surveillance policière, la persécution, l'intimidation et l'interception de leurs communications ;
- le manque de pluralisme dans la possession des médias, avec une seule radio privée et un seul diffuseur de télévision privée, tous deux considérés comme des supporters loyaux du président Zine el-Abidine Ben Ali ;
- la censure de la presse et le manque de diversité de contenu dans les journaux ;
- l'usage de la torture en toute impunité par les services de sécurité.

### Septembre 2005
En septembre 2005, les membres du TMG retournent en Tunisie pour vérifier si les conditions d'expression s'étaient améliorées depuis le premier rapport. Il est apparu qu'en fait la censure s'était accrue. Dans un rapport mis à jour intitulé Liberté d'expression en Tunisie : le siège s'intensifie, le TMG révèle qu'il existe effectivement une censure systématique de la presse et des livres, le blocage des sites web, la surveillance systématique des emails et du téléphone, le refus du droit d'accréditation légale des associations indépendantes de la société civile et la persécution de la liberté de réunion.

### Avril 2006
Du 18 au 22 avril 2006, trois membres du TMG mènent une mission d'étude et de collecte de faits en Tunisie, et publient un rapport intitulé Déception et mensonge : la liberté d'expression en Tunisie est encore en état de siège après six mois du Sommet mondial sur la société de l'information.

### Avril 2007
Entre le 28 février et le 4 mars 2007, seize membres du TMG retournent en Tunisie pour surveiller l'état de la liberté d'expression et exiger la libération de Mohamed Abbou, détenu depuis mars de cette année. Le groupe publie un quatrième rapport intitulé Liberté d'expression en Tunisie : le siège continue.

### Avril-mai 2010
« La Tunisie a besoin d'un système judiciaire véritablement indépendant pour inverser l'aggravation de l'équilibre des droits de l'homme et du traitement des prisonniers d'opinion ». Tel est l'une des principales conclusions de la mission du TMG effectuée entre le 25 avril et le 6 mai 2010 et qui s'appuie sur des recherches et interviews. Le groupe constate alors une détérioration des droits de l'homme depuis sa dernière mission en 2007.
Le rapport fait état d'un certain nombre de cas de harcèlement, de surveillance et d'emprisonnement de journalistes et de militants des droits de l'homme, dont certains sont détenus dans des conditions difficiles, harcelés physiquement et licenciés. D'autres sont privés de leurs droits de communiquer et de se déplacer librement. Le rapport se termine avec 18 recommandations spécifiques en faveur d'un changement. Un ensemble de sanctions administratives utilisées pour limiter la liberté d'expression et exercer une pression indirecte sur les journalistes et les défenseurs des droits humains est également discuté, notamment les licences refusant les médias indépendants et l'opposition, le harcèlement des journalistes critiques et des défenseurs des droits de l'homme et la confiscation des publications. Un autre chapitre analyse les tactiques utilisées par le régime pour empêcher l'émergence d'un pouvoir judiciaire indépendant, en dépit de ses obligations nationales et internationales.

### Avril 2011
Une dernière mission est menée en avril 2011, quelques mois après la révolution du 14 janvier, dans un contexte tout à fait différent. Contrairement aux missions précédentes, la délégation de sept membres peut rencontrer ouvertement des groupes de la société civile, des militants des droits de l'homme, des journalistes, des blogueurs et des représentants de tous les milieux politiques.
Le travail du TMG consistant à rendre systématiquement publics les problèmes de liberté d'expression en Tunisie et sur la scène internationale pendant les années les plus sombres de l'histoire du pays est alors largement salué et les opinions sur la façon dont le processus de transition se déroule sont librement partagées. Un rapport complet est publié le 1er juin.